# Vladimir Njegovan
Vladimir Njegovan (Zagreb, 28. travnja 1884. – Zagreb, 25. lipnja 1971.), hrvatski kemičar.
Bavio se analitičkom kemijom, fizikalnom kemijom, termodinamikom, kemijom poljoprivrednih proizvoda te poluindustrijskim i industrijskim procesima. Bio je vrlo aktivan u prevođenju stranih udžbenika i pisanju knjiga. Najveći njegov doprinos je idejno, a zatim i stvarno utemeljenje studija kemijskog inženjerstva i kemijske tehnologije u Hrvatskoj. Odigrao je i bitnu ulogu u dovođenju prof. Vladimira Preloga na mjesto profesora organske kemije na tadašnjoj Visokoj tehničkoj školi, a također ostvario je i znatan doprinos u razvoju industrije u Hrvatskoj između dva rata.

## Životopis
Nakon studija u Zagrebu i Beču, Njegovan je otišao na vlastitu zamolbu u Križevce na Kraljevsko gospodarsko i šumarsko učilište, gdje 1908. postaje učiteljem, te nakon toga odlazi na usavršavanje u Beč gdje je i doktorirao 1912. Nakon povratka u domovinu djelovao je kao profesor u II. realnoj a zatim i I. realnoj gimnaziji u Zagrebu, gdje ostaje do početka I. svjetskog rata, za vrijeme kojega je mobiliziran te radi kao bakteriolog u Vojnoj epidemijskoj bolnici u Vinkovcima. Godine 1919. postaje redoviti profesor analitičke i fizikalne kemije na Kraljevskoj tehničkoj visokoj školi u Zagrebu. Također, nedugo zatim je, upravo zbog vlastitog skretanja pozornosti vlasti na potrebu osnivanja studija kemijskog inženjerstva u nas, izabran i za prvog dekana Kemičko-inženjerskog odjela. 
Utemeljio je 23. siječnja 1926. prvo strukovno društvo kemičara na području Hrvatske pod nazivom Jugoslavensko hemijsko društvo, kojemu je bio i prvi predsjednik do 1934. Godinu dana poslije 1927. utemeljio je časopis "Arhiv za hemiju i farmaciju", preteču najjačeg hrvatskog znanstvenog časopisa "Croatica chemica acta", kojemu je bio i prvi urednik do 1934.
Iz bogatog opusa, koji se sastoji od velikog broja udžbenika, ali i popularnih knjiga i knjižica, ističu se:
- Odabrana poglavlja iz vinarstva, Križevci, 1913., suautor Milutin Urbani
- Kvalitativna analiza, Zagreb, 1923., suautori Mirko Mirnik i B. Ćelap
- Hemija za više razrede srednjih i stručnih škola, Zagreb, 1936., suautor M. Krajčinović
- Anorg. hemija sa tehnologijom za trgovačku akademiju i srednje tehničke škole, Zagreb, 1937.
- Osnovi hemije, Zagreb, 1939.

Za vrijeme Drugoga svjetskog rata mobiliziran je kao kapetan I. klase inženjerije i u vojsci je proveo manje od mjesec dana (travanj 1941.), upravo koliko je i trajao raspad jugoslavenske vojske. Ministarstvo narodne prosvjete NDH umirovljuje ga 1. ožujka 1943., a konačno umirovljenje dolazi od Ministarstva industrije i rudarstva NR Hrvatske 27. prosinca 1945.
Umro je 25. lipnja 1971. u Zagrebu. Na matičnom fakultetu nalazi se stalni postav u čast utemeljiteljima studija, među kojima istaknuto mjesto zauzima i prof. Njegovan.

## Vanjske poveznice
- Vladimir Njegovan Hrvatska tehnička enciklopedija, portal hrvatske tehničke baštine. LZMK